# Hakkas landsfiskalsdistrikt
Hakkas landsfiskalsdistrikt var 1918-1953 ett landsfiskalsdistrikt i Norrbottens län, bildat när Sveriges indelning i landsfiskalsdistrikt trädde i kraft den 1 januari 1918, enligt beslut den 7 september 1917. Den 1 juli 1953 (enligt beslut den 27 februari 1953) upphörde distriktet genom sammanslagning av landsfiskalsdistrikten Gällivare och Hakkas till ett, benämnt Gällivare. I det nya Gällivare distrikt skulle vara anställda två landsfiskaler, varav den ena skulle vara polischef och åklagare och den andre skulle vara utmätningsman.
Landsfiskalsdistriktet låg under länsstyrelsen i Norrbottens län.

## Ingående områden
När Sveriges nya indelning i landsfiskalsdistrikt trädde i kraft den 1 oktober 1941 (enligt kungörelsen den 28 juni 1941) ändrades formuleringen om vilka områden av Gällivare landskommun som ingick i landsfiskalsdistriktet.

### Från 1918
- Sydöstra delen av Gällivare landskommun bestående av följande byar och lägenheter: Ansavaara, Björkberget, Båtträsk, Bönträsk, Flakaberg, Getberget, Hakkasbyn, Hjärpudden, Hornberget, Vitträsk kapell, Härkmyran, Kattån, Keväjärvi, Kittisvaara, Kilvo, Koskivaara, Lillberget, Lillsaivits, Lomondivaara, Muorka, Mårdsel, Mäntyvaara, Nattavaara by och stationssamhälle, Neitisskaite, Norsivaara, Ortijaure, Pahtapalo, Palohuornas, Palovaaro, Polcirkelns station, Purnu, Radnilombolo, Raatukkavaara, Risträsk, Rovanen, Rudna, Ruutti, Sadjemvaara, Salmijärvi, Sammakko, Sarvisvaara, Satter, Siekkavaara, Skeldoive, Skröven, Slättberg, Solberget, Stormyran, Storsaivits, Suobbat, Talvirova, Tiurivaara, Torasjärvi, Torrivaara, Ullatti, Västanälv, Vuoddas, Vuomavaara, Vähävaara, Yrtivaara och Äijävaara.[3]

### Från 1 oktober 1941
- Sydöstra delen av Gällivare landskommun bestående av följande byar och lägenheter: Ansavaara, Björkberget, Båtträsk, Bönträsk, Flakaberg, Getberget, Hakkasbyn, Hjärpudden, Hornberg, Vitträsk kapell, Härkmyran, Kattån, Keväjärvi, Kittisvaara, Kilvo, Koskivaara, Lillberget, Lillsaivis, Lomondivaara, Muorka, Mårdsel, Mäntyvaara, Nattavaara by och stationssamhälle, Neitisskaite, Norsivaara, Pahtapalo, Palohuornas, Palovaara, Polcirkelns station, Purnu, Radnilombolo, Ratukkavaara, Risträsk, Rovanen, Rudna, Ruuti, Sadjemvaara, Salmijärvi, Sammakko, Sarvisvaara, Satter, Siekkavaara, Skeldoive, Skröven, Slättberg, Solberget, Solmyran, Storberget, Storsaivis, Suobbat, Talvirova, Tiurivaara, Torasjärvi, Torrivaara, Ullatti, Urtimjaure, Västanälv, Vuoddas, Vuomavaara, Vähävaara, Yrtivaara och Äijävaara.[6]